# Henry Cowell

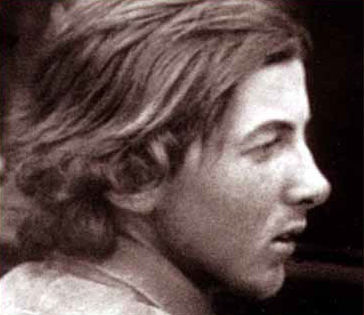
Henry Cowell

Henry Dixon Cowell (n. 11 martie 1897, Menlo Park, California – d. 10 decembrie 1965, Shady, New York) a fost un compozitor american de muzică cultă.

## Date biografice
Henry Cowell a devenit autodidact pianist și compozitor. Din 1914 a studiat la University of California, având ca profesor pe Charles Seeger.
Prin anii 1920 el a efectuat turnee în America de Nord și Europa. Cowell a vizitat în 1922 URSS-ul, fiind primul compozitor american care a vizitat Uniunea Sovietică. Prin 1931 și-a completat cunoștințele muzicale în Berlin la profesorul austriac Erich Moritz von Hornbostel. Henry Cowell într-o excursie de studii în Asia, vizitează academiile de muzică din Teheran și Madras. Ulterior el predă ca profesor universitar la Universitatea Columbia din New York. Între 1927 - 1936 el publică lucrarea "New Music Quarterly".

## Opere
- The Tides of Manaunaun, 1912
- The Lilt of Reel, 1925
- Piano Concerto, 1930
- Synchrony, 1931
- Gaelic Symphony, 1942
- Persian Set for 12 instruments, 1957
- Concerto for Koto and Orchestra, 1964
- Advertisement
- Tiger
- The Aeolian Harp
- The Banshee
- Mosaic Quartet